# Djupsjön-Römmaberget

## Beskrivning
Djupsjön-Römmaberget är ett naturreservat i södra delen av Bollnäs kommun i Gävleborgs län.
Området är naturskyddat sedan 1999 och är 86 hektar stort. Reservatet ligger omkring och nordväst om Djupsjön och på och väster om Römmaberget. Reservatet består av myrar, tallskog och lövskog. 

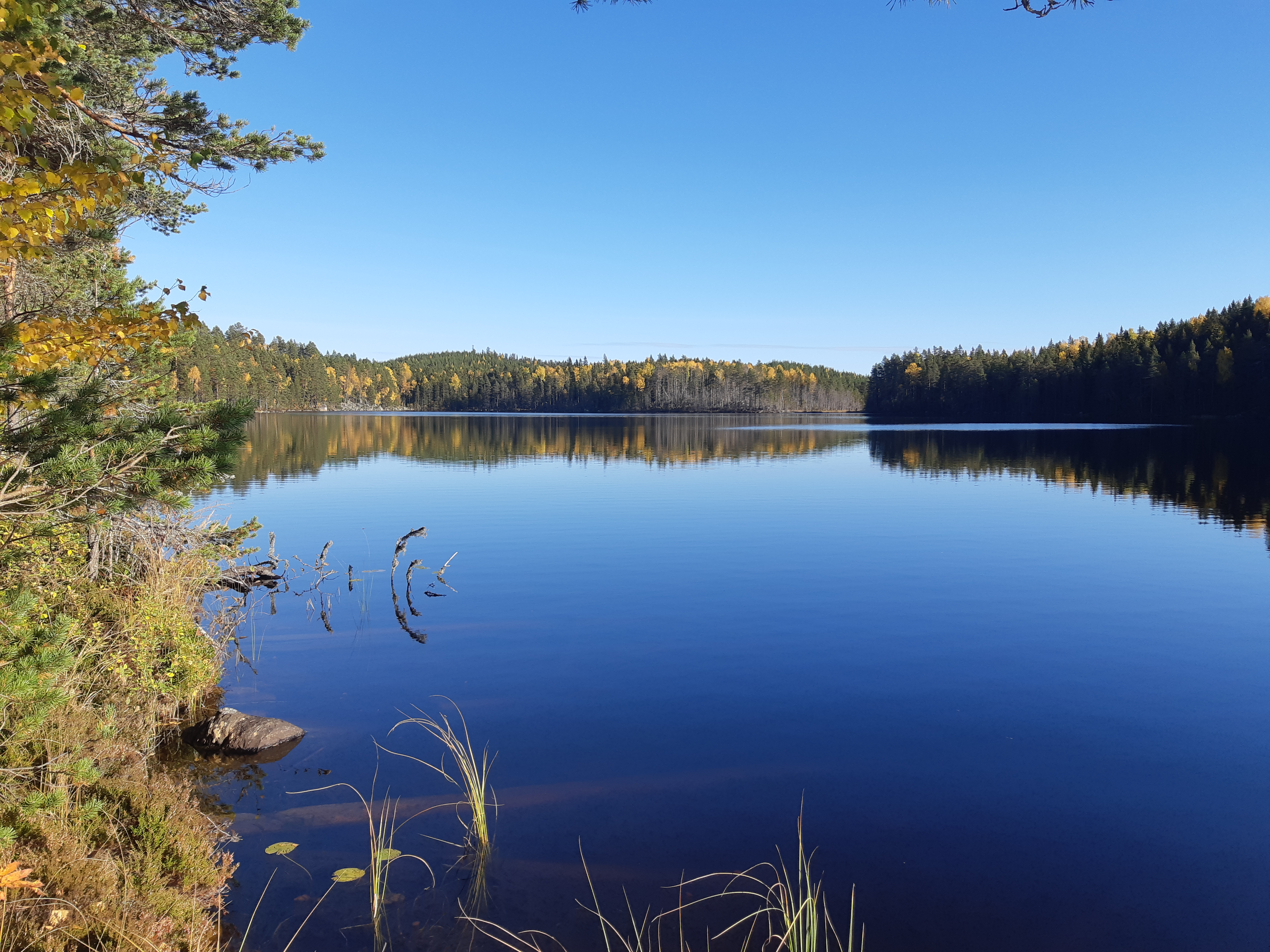
Djupsjön i Hanebo vid Römmabergets naturreservat.